# Рікі Ліндхоум
Еріка Ліндхоум (англ. Erika Lindhome; нар. 5 березня 1979, Кудерспорт, Пенсільванія, США) — американська актриса, комік і музикант, більш відома під ім'ям Рікі Ліндхоум (англ. Riki Lindhome). Вона найбільш відома за ролями в телесеріалах Дівчата Гілмор, Доктор Хаус, Теорія Великого вибуху та Така різна Тара. Вона є половиною дуету Garfunkel and Oates. Також вона є ведучою подкастою Making It від Nerdist.

## Ранні роки
Рікі Ліндхоум народилася в 1979 році в місті Каудерспорт, штат Пенсільванія, але дитинство провела в місті Портвіль штат Нью-Йорк. Рікі має шведське коріння. Вона закінчила Сіракузький університет, де була частиною скетч групи Syracuse Live. Після випуску в 2000 році, Ліндхоум вирішила розпочати акторську кар'єру і навіть не звертаючись до агента змогла отримати невеликі ролі в комедії Тітус і в телесеріалі Баффі — винищувачка вампірів.

## Кар'єра

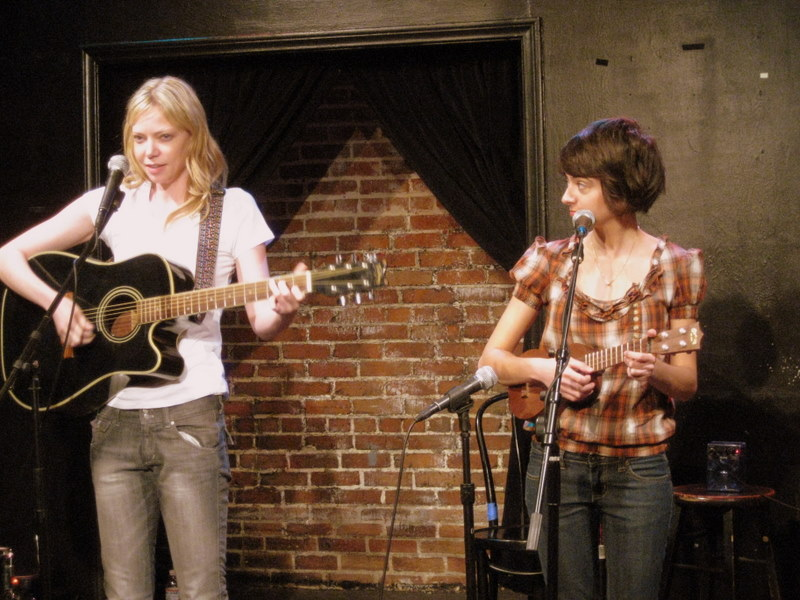
Ліндхоум у дуеті Garfunkel and Oates разом з Кейт Мікуччі починаючи з 2007 року

У 2003 році Ліндхоум здійснила перший великий прорив, отримавши роль у постановці Embedded у театрі Тіма Роббінса. Вона була одним з чотирьох акторів цієї постановки Малишка, що знялися у фільмі, на мільйон, зігравши роль Марделл Фіцджеральд, сестру головної героїні Меггі Фіцджеральд, яку зіграла Хіларі Суонк.
У 2005 році Ліндхоум зіграла Джульєт у серіалі Дівчата Гілмор. У 2006 році Рікі написала, спродюсувала та зрежисувала короткометражний фільм Life is Short, де вона зіграла разом з Алексіс Бледел, Семмом Лівайном та Сетом Макфарлейном. Ліндхоум того ж року знялася у фільмі Пульс.
У 2012 році Ліндхоум зіграла лиходія в новій кіноадаптації "Багато галасу з нічого" Вільяма Шекспіра.

## Дискографія
- Music Songs EP (як частина Garfunkel and Oates, 2009)
- Mix Tape #1 (як частина Garfunkel and Oates, 2010)
- All Over Your Face (як частина Garfunkel and Oates, 2011)
- Yell At Me From Your Car EP (2011)
- Slippery When Moist (як частина Garfunkel and Oates, 2012)

## Фільмографія

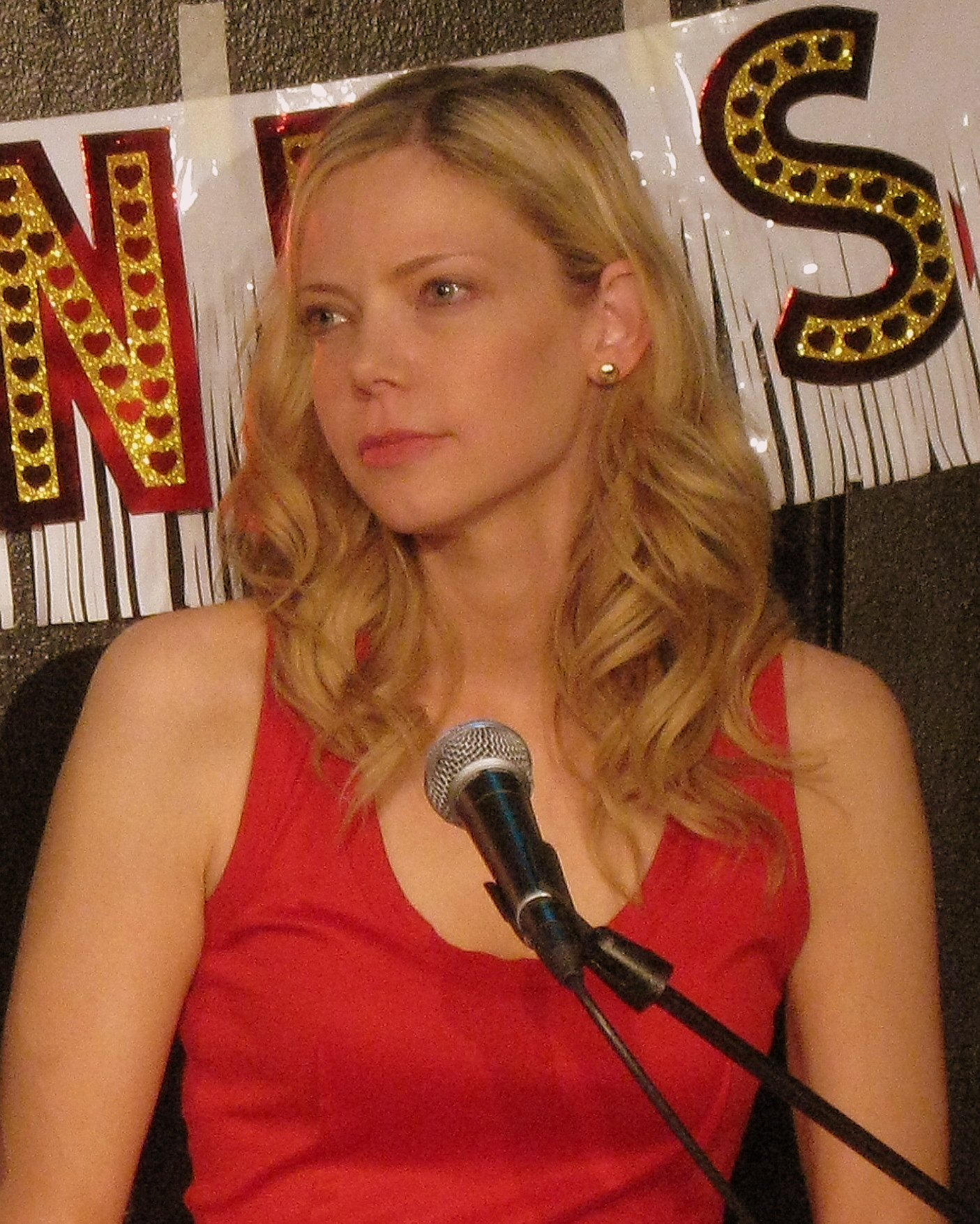
Рікі Ліндхоум у лютому 2010 року

### Фільми
| Рік  | Назва                         | Роль                   | Примітки               |
| ---- | ----------------------------- | ---------------------- | ---------------------- |
| 2001 | Backseat Detour               | Кейті                  | Короткометражний фільм |
| 2004 | Seeing Other People           | Дівчина поцілувала Еда | Ні в титрах            |
| 2004 | Крихітка на мільйон           | Марделл Фіцджеральд    |                        |
| 2005 | All In                        | Марша                  |                        |
| 2005 | Embedded                      | Gondola & Journalist   |                        |
| 2005 | Берклі                        | Дівчина, що б'ється    |                        |
| 2006 | Пульс                         | Жанель                 |                        |
| 2006 | Life is Short                 | Ліллі                  | Короткометражний фільм |
| 2007 | Girltrash!                    | Луанна Дюбуа           | Відео                  |
| 2008 | Wednesday Again               | Карлі                  |                        |
| 2008 | Підміна                       | Медсестра              |                        |
| 2008 | Дівчина мого найкращого друга | Хіларі                 |                        |
| 2009 | Останній будинок зліва        | Сейді                  |                        |
| 2009 | Окис                          | Ніколь                 |                        |
| 2009 | Say Hello to Stan Talmadge    | Поллі Талмедж          |                        |
| 2009 | Imaginary Larry               | Бетсі                  | Короткометражний фільм |
| 2011 | A Good Funeral                | Поллі                  |                        |
| 2012 | Багато галасу з нічого        | Конрад                 |                        |
| 2012 | Коротун                       | Деніс                  |                        |
| 2013 | Пекельне дитя                 | Марджорі               |                        |
| 2017 | Під Silver Lake               |                        |                        |
| 2019 | Ножі наголо                   | Донна Тромбі           |                        |
| 2020 | Перевертень                   | Офіцер Джулія Робсон   |                        |

### Телесеріали
| Рік            | Назва                        | Роль                         | Примітки                                                                  |
| -------------- | ---------------------------- | ---------------------------- | ------------------------------------------------------------------------- |
| 2002           | Тітус                        | Чарлі                        | 1 епізод («Errrr»)                                                        |
| 2002           | Баффі - винищувачка вампірів | Шеріл                        | 1 епізод («Him»)                                                          |
| 2002-2006      | Дівчата Гілмор               | Дівчина №2 / Джульєт         | 5 епізодів                                                                |
| 2006           | Герої                        | Дівчина в оренді автомобілів | 1 епізод («Chapter Three 'One Giant Leap'»)                               |
| 2007           | Вікарій з Діблі              | Саллі                        | 1 епізод («Pilot»)                                                        |
| 2007           | Детектив Рейнс               | Теммі                        | 1 епізод («Reconstructing Alice»)                                         |
| 2008           | Мертві до запитання          | Жанін                        | 1 епізод («Dummy»)                                                        |
| 2008, 2017     | Теорія великого вибуху       | Рамона Новицького            | 2 епізоди ("The Cooper-Nowitzki Theorem", "The Long Distance Dissonance") |
| 2008           | Мислити як злочинець         | Ванесса Холден               | 1 епізод («52 Pickup»)                                                    |
| 2009           | Кості                        | Менді Саммерс                | 1 епізод ("The Bond in the Boot")                                         |
| 2009           | Три річки                    | Бет                          | 1 епізод («The Kindness of Strangers»)                                    |
| 2009           | Частини тіла (телесеріал)    | Маккензі                     | 1 епізод (Willow Banks)                                                   |
| 2010           | Доктор Хаус                  | Сара                         | 1 епізод (Lockdown)                                                       |
| 2010           | До смерті красива            | Марджорі Літтл               | 1 епізод («Begin Again»)                                                  |
| 2011           | Перли мого батька            | Лора Гріффін                 | 1 епізод ("Who's Your Daddy?")                                            |
| 2011           | Така різна Тара              | Дейзі                        | 1 епізод («Dr. Hatteras' Miracle Elixir»)                                 |
| 2011           | Світлофор                    | Емі                          | 1 епізод («Credit Balance»)                                               |
| 2011           | Щасливий кінець              | Енджі                        | 1 епізод (The Code War)                                                   |
| 2011           | Просвітлена                  | Харпер                       | 5 епізодів                                                                |
| 2012           | Garfunkel and Oates          | Рікі                         | 1 епізод («Pilot»)                                                        |
| 2012           | Sketchy                      | Жіночий диктор               | 1 епізод («Junk Pump»)                                                    |
| 2012           | Staged                       | Ріда                         | 1 епізод («Flo Rida»)                                                     |
| 2013           | King of the Nerds            | У ролі себе                  | 1 епізод («Nerdy Dancing»)                                                |
| 2013           | House of Lies: Flight Club   | Мелані                       | 1 епізод ("Rom Com")                                                      |
| 2013-наст. час | Монстри проти прибульців     | Сьюзан Мерфі                 | Голос                                                                     |
| 2013           | Час пригод                   | Островітянка (голос)         | 1 епізод ("Party's Over, Isla de Señorita")                               |
| 2013           | Нова                         | Кайлі                        | 1 епізод («The Captain»)                                                  |
| 2013           | Супер веселий вечір          | Хайле                        | Повторюваний персонаж                                                     |
| 2014           | @midnight                    | У ролі себе                  | 1 епізод (перемогла)                                                      |
| 2014           | Бруклін 9-9                  | Агнету                       | 1 епізод («The Swedes»)                                                   |
| 2018           | Жартую                       | Шайна                        | 1 епізод                                                                  |
| 2022           | Венздей                      | психолог Валері Кінботт      |                                                                           |